# Разномойка (Оренбургская область)
Разномойка — село в Тюльганском районе Оренбургской области, административный центр Разномойского сельсовета. 

## География
Находится на расстоянии примерно 22 километров по прямой на северо-запад от районного центра поселка  Тюльган.

## История
Село основано в 1870-е годы переселенцами из центральных губерний России.  Название связано с бродом через местную речку Таналык.
Жизнь и быт сельчан
В 1930-е годы Разномойка становится и волостным центром, в нее входили: Удеревка, Петровка, все хутора по речке Тугузтемирка – хутор Грошев, Богатский, Стреженка. В селе был торговый центр, четыре каменных магазина, а пятый – кирпичный возле дома Иванченко. Каменные магазины стояли посередине села.  От этих магазинов сохранился только один.  Обычно по четвергам собирался в центре большой базар. Вообще, в то время  базары  были только в Октябрьском, Разномойке, Емансарово, Ермолаево, Троицком, Красной Мечети (с. Мраково). Продавцы  ездили с базара на базаре в течение недели. Где сейчас находятся развалины остановки посредине села, был большой дощатый пожарный сарай, в котором был ручной пожарный насос. Рядом с сараем стояли большие коромысловые весы с огромными гирями, где взвешивались товары. Купить на рынке возможно было всё. На месте   нынешнего медпункта находилась площадка, на которой продавали сено, живой скот, хлеб. Вдоль улицы, начиная от почты до трансформаторной будки, стояли палатки, которые снимали приезжие продавцы. Особенно бойкая торговля шла медными изделиями, вся посуда изготавливалась на месте. Посуда была деревянная: чашки, крашеные ложки; керамическая: горшки, корчажки. Также ремесленниками продавались на базаре сапоги, сандалии. Привозили речную рыбу (до 10-ти возов), она всегда покупалась,  особенно зимой в пост. Рыбу продавали прямо с возу на вес и кулями, эти кули стояли зашитые, а один, как образец, был открыт.
До революции все магазины были частные, после революции была основана на паевые взносы граждан села Разномойки кооперация, она вела торговлю. 
В селе жили как крестьяне, так и ремесленники-кузнецы, существовало 5 кузниц, которые обслуживали крестьян. Кроме того, были и портные, шили крестьянскую одежду из холста, овчины. На селе было 3 овчинника, которые выделывали овчину, кожу КРС. В хозяйстве было трехполье, т.е. два поля сеялись, а одно оставалось «под пары», на нем пасли скот. Обычно оставляли от нашего села до Буевских гор 3 столба по 100 сажень и прогоняли по нему скот, так образовывалась толока. Инвентарь был самый примитивный - соха и железный плуг. Солому собирали в ометы, а пшеницу собирали в ригу (сарай), убирали и коноплю, поскань, вязали в снопы. Снопы из конопли молотили цепами, затем коноплю связывали на берегу речки в  плоты, на них клали груз и замачивали, после этого ставили их в пирамидки, сушили, мяли на специальных мялках, затем коноплю и поскань толкли в ступе и пряли на прялках, как шерсть, потом пряжу мыли, сушили на солнце.  Всё это делали женщины, прядение – основное их занятие зимой, почти в каждой семье был стан, на нем всю зиму ткали холсты. С наступлением осени крестьяне чинили свои надворные постройки, утепляли их, поправляли кормушки, словом, готовились к зиме. Зимой крестьяне чистили сараи, вывозили навоз на круг, весной этот перегнивший круг раскидывали, поливали, мяли, делали кизяк и все им отапливались в селе. После создания кизяков начинался сенокос. Угодья под сенокос арендовали у башкир села Аксарово, Мурапталово, Якупово. Косили косами, кулаки косили травянками, это конные спецмашины. После трудового лета, в октябре праздник – Казанская. Этот праздник в честь Казанской иконы Божьей матери, очень почитался в нашем селе, потому что приход наш так и назывался – Приход иконы Казанской Божьей Матери.  В этот день гуляли и бедные, и богатые, но пьянства никогда не было, гуляли только набольшие  церковные праздники, Масленицу, например. Напиться в будни – великий грех.
Осень – пора свадеб, играли по 2-3 свадьбы в неделю, и сама свадьба длилась неделю. Родственники (2-3 поколения) собирались человек 20-30. Свадьба начиналась поездом – запрягали 10 лошадей в сани, украшенные лентами, рушниками (рушники – расшитые полотенца), колокольчиками, наряжали невесту и от невесты поезд шел к церкви, где венчали молодых, поезд проезжал по селу, и начиналось пиршество. Все пирующие в течение всей свадьбы должны были посетить каждый двор, каждый двор давал обед, но пьяных никогда не было. Стариков сажали  за передний стол, а молодежь – на задний,  мужчины и женщины садились за другие столы. Хозяин ставил  две четверти алкоголя (четверть – бутыль в 3 литра), обносил по 2 рюмки каждого, на этом и заканчивалось. На улице потом плясали под гармонь, под балалайку. Драк не было, всё было чинно, степенно. Радио и телевидения, естественно не было, газет выписывали очень мало, только грамотные люди.
Сейчас трудно себе представить, как же зимой крестьяне обходились без электричества. Но даже большой роскошью были и трехлинейные керосиновые лампы, и то, у кого они были, берегли керосин, потому что купить его было негде.
Примерное хозяйство  крестьянина – середняка – 2 коровы, 2 лошади, 2 теленка, 15-20 голов овец, 2 поросенка, 7 гектаров угодий на общественном поле, возможность арендовать 1-3 гектара земли у башкир. Весь собранный урожай нужно было распределить на прокорм семьи, на семена, на корм животным (фураж), на продажу (в город Оренбург возили пшеницу по 2 воза по 25 пудов /1 пуд-16 килограмм/).
Доход от хозяйства крестьянина – 100-150 рублей в год. Это очень мало, потому что при таком хозяйстве  у крестьянина много расходов. Например, разбилось колесо, нужно купить его на базаре, потом в магазине купить шину, с колесом и шиной пойти к кузнецу, чтобы ошиповать.  Также и со  старой сбруей – купить кожу, отдать ее шить и т.д.  На весь инвентарь, таким образом, уходило много времени. Дети до коллективизации не видели сладостей, только сахар по кусочку по великим праздникам.  Крестьянское хозяйство было полунатуральное, т. е. на рынке продавали мало, больше  потреблялось в самом хозяйстве. Одежда была самая простая, изготовленная собственными руками – у женщин зимой это шубный пиджак или особенно модные - шубы со сборами. Шили сапоги сами или кожевники из выделанной кожи. Промышленных товаров в селе было очень мало, всё производилось на месте. Основная мужская обувь – лапти, сапоги – для праздников или походов в церковь. У женщин – тюхли, т.е. калоши, сплетенные из лыка.
По одним данным, в селе было 560 дворов.  По классовому составу, кулаков было 13, середняков – 147, бедняков, однолошадников и батраков – 392, одиноких (бобылей и  баблюк) – около 7. По другим данным, в селе было  около 900 дворов, даже селиться было негде. Где сейчас свинарник, там был хутор, на этом хуторе было 15 дворов, хутор назывался Собачьим, потому что там было много собак, и они постоянно лаяли. 
В Разномойской волости выбирали самого зажиточного крестьянина в старшину, это была очень почетная должность, хотя и не оплачиваемая. В волости был только 1 старшина, при волости был и 1 урядник (участковый). Старшину выбирали на определенный срок.
1. ИсторияСела #разномойка

## Население
Население составляло 703 человека в 2002 году (русские 74%), 551 по переписи 2010 года.